# John Mary
John Mary Honi Uzuegbunam oder einfach nur John Mary; in Serbien und Slowenien oftmals auch John Mery geschrieben (* 9. März 1993 in Nnobi, Anambra, Nigeria) ist ein kamerunischer Fußballspieler.

## Vereinskarriere

### Karrierebeginn in Kamerun
John Mary wurde am 9. März 1993 in der Ortschaft Nnobi in der Local Government Area Idemili-Süd im nigerianischen Bundesstaat Anambra geboren und wuchs als Ältestes von fünf Kindern vorwiegend im östlichen Nachbarland Kamerun auf. Dort trat er unter anderem von 2000 bis 2009 im Nachwuchsbereich des Hauptstadtclubs AS Fortuna Yaoundé in Erscheinung und wechselte daraufhin in die größte Stadt Kameruns zum dort ansässigen Verein Union Douala. Hier kam er anfangs abwechselnd im Nachwuchsbereich und in der Herrenmannschaft zum Einsatz, wobei er für letztgenannte noch als 16-Jähriger in der kamerunischen Erstklassigkeit debütierte. Während Union Douala die Saison 2008/09 noch auf dem zweiten Tabellenplatz und vier Punkte hinter Tiko United abgeschlossen hatte und bei der daraus resultierenden Teilnahme am CAF Confederation Cup 2009 erst im Achtelfinale ausgeschieden war, fiel die Mannschaft in der nachfolgenden Spielzeit 2009/10 auf den siebenten Tabellenplatz zurück.
2010/11 gehörte der 1958 gegründete Verein wieder zu den führenden Clubs des Landes und beendete die Saison auf dem dritten Tabellenplatz, wodurch er sich abermals für einen internationalen Startplatz qualifizierte. Beim CAF Confederation Cup 2012 unterlag John Mary mit seinem Team bereits in der Vorrunde mit einem Gesamtergebnis von 1:2 gegen den FC Kallon aus Sierra Leone. Äußerst erfolgreich verlief für den jungen Offensivakteur mit seiner Mannschaft die darauffolgende Saison 2011/12, in der der erste Meistertitel seit 22 Jahren geholt werden konnte. Union Douala hatte dabei im Endklassement zwei Punkte Vorsprung auf den nächsten Verfolger und in den letzten Jahren vielfachen Meister, den Coton Sport Football Club de Garoua. Für den torgefährlichen Angriffsspieler (23 Tore in 61 Meisterschaftsspielen) tat sich nach dem Meistertitel ein Wechsel ins Ausland auf.

### Karrierestationen in Thailand
Noch im Jahr 2012 schloss er sich dem thailändischen Erstligisten und amtierenden Meister Buriram United an und absolvierte für diesen im Spieljahr 2012 sechs Meisterschaftsspiele, in denen er zwei Mal zum Torerfolg kam. Auch wenn Buriram United in diesem Jahr der Meistertitel verwehrt blieb – auf dem vierten Platz im Endklassement rangierend war man 30 Punkte hinter dem Meister Muangthong United –, konnte sich der Club im Thai FA Cup 2012 und im Thai League Cup 2012 als Sieger behaupten. Aufgrund des Pokalgewinns sicherte sich Buriram United einen Startplatz in der Qualifikationsrunde zur AFC Champions League 2013. Noch im selben Jahr wurde er an den damaligen thailändischen Drittligisten FC Bangkok Christian College verliehen und gehörte diesem für einige Zeit auch im Jahr 2013 an. Insgesamt erzielte er für diesen sechs Tore in sieben Spielen und schaffte mit dem Team 2012 nur knapp den Klassenerhalt.
2013 erhielt er beim thailändischen Zweitligisten Krabi FC einen Vertrag und war neben Valci Júnior, Jean-Michel Gnonka, Anayo Cosmas, Bojan Mamić, Ju Myeong-Gyu und Soukaphone Vongchiengkham einer von sieben erlaubten ausländischen Spielern im Kader. In der zum Teil recht dicht gestaffelten Endtabelle belegte John Mary mit seiner Mannschaft den neunten Tabellenplatz und war mit zehn Treffern in 26 Meisterschaftspartien der torgefährlichste Spieler des Teams und somit mannschaftsinterner Torschützenkönig. Zum Spieljahr 2014 sollte er ebenfalls noch Teil der Mannschaft bleiben, wurde aber noch früh im Jahr an den Drittligisten PT Prachuap FC verliehen. Beim Club aus der Provinz Prachuap Khiri Khan im südlichen Teil Zentralthailands agierte er ebenfalls als äußerst torgefährlich. Für die Mannschaft, die nach dem Vizemeistertitel im Jahre 2013 in der Regional League Central-West Division in diesem Jahr den Meistertitel in der Regional League Division 2 Southern Region gewann, steuerte er mindestens acht Tore in fünf Meisterschaftsspielen bei. Über die genaue Anzahl an Einsätzen und Treffern kann nichts Genaueres gesagt werden. Nach guten Offensivleistungen in Thailand schaffte John Mary im Jahr 2015 den Sprung nach Europa und wurde von seinem dortigen Berater Ognjen Karisik, der auch noch einige Jahre danach sein Berater war, mit dem FK Vojvodina in Verbindung gebracht.

### Über Serbien nach Slowenien
Nach erfolgreichem Probetraining wurde er noch in der Winterpause der Saison 2014/15 vom serbischen Erstligisten unter Vertrag genommen. Bald nach der Verpflichtung fiel John Mary, der einen Vertrag mit einer Laufzeit von zweieinhalb Jahren unterzeichnet hatte, verletzungsbedingt bis zum Jahresende aus und fand erst wieder gegen Ende des Jahres 2015 in die Mannschaft. Sein Pflichtspieldebüt für den Traditionsclub aus Novi Sad gab der zu diesem Zeitpunkt 22-Jährige am 28. Oktober 2015 beim Erstrundenspiel im serbischen Fußballpokal 2015/16. Beim knappen Weiterkommen gegen den FK Kolubara im Elfmeterschießen wurde er in der 79. Minute für Aleksandar Stanisavljević eingewechselt. Wie bereits davor wurde er auch danach kaum beim für seine vielen Trainerwechsel in den letzten Jahren berüchtigten Klub berücksichtigt. Nach seinem Ligadebüt am 28. November 2015, als er beim 3:0-Heimsieg über den FK Mladost Lučani ab der 78. Minute auf dem Rasen stand, fand er nicht wieder zurück in die Mannschaft und saß ohne Einsatz auf der Ersatzbank. Ohne jegliche Chance auf einen Durchbruch wurde der in Nigeria geborene Kameruner bereits ein Jahr vor Ende der Vertragslaufzeit an den slowenischen Erstligisten NK Rudar Velenje abgegeben und sein Vertrag mit den Serben einvernehmlich aufgelöst.

### Torschützenkönig in Sloweniens erster und Chinas zweiter Liga
Ende Juli 2016 wurde er, mit einem Zweijahresvertrag ausgestattet, als neue Verpflichtung der Slowenen vorgestellt, war aber schon davor längere Zeit ein Trainingsspieler bei Rudar Velenje. In weiterer Folge schlug der Mittelstürmer voll ein und erzielte bereits bei seinem Debütspiel, der dritten Meisterschaftsrunde, bei einem 2:0-Heimerfolg über den FC Koper beide Treffer. Nach drei für ihn persönlich torlosen Partien traf er bei seinem fünften Saisoneinsatz, einem 3:0-Auswärtserfolg über den NK Aluminij, abermals im Doppelpack. Als er wenige Tage später bei der Achtelfinalpartie gegen den NK Dekani im slowenischen Fußballpokal 2015/16 bereits in der sechsten Spielminute nach einer Tätlichkeit mit der roten Karte vom Platz geschickt wurde, wurde er für die nachfolgenden drei Ligaspiele nicht mehr von Trainer Slobodan Krčmarević berücksichtigt. Nachdem er ein Monat lang zu keinem Pflichtspieleinsatz mehr gekommen war, wurde John Mary ab Ende September 2016 wieder regelmäßig eingesetzt, brachte es aber in den nachfolgenden zwei Monaten nur selten zum Torerfolg (nur ein Treffer in der Liga). Erst ab Ende November bzw. Anfang Dezember 2016 nahm seine Treffsicherheit wieder deutlich zu. Zu diesem Zeitpunkt war er nach insgesamt vier Pokaleinsätzen (ein Treffer) mit seiner Mannschaft aus dem Wettbewerb ausgeschieden. In der Liga avancierte er auch nach der Winterpause unter dem neuen Trainer Vanja Radinović und unter dessen Nachfolger Ramiz Smajlovic, der kurz vor Saisonende interimistisch übernahm, zu einem der torgefährlichsten Offensivakteure. Als Rudar Velenje am Saisonende nach 36 Ligaspielen mit 41 Punkten auf dem siebenten Tabellenplatz rangierte, hatte es der Kameruner auf 17 Ligatore, sowie eine -torvorlage gebracht. Mit einem Tor Vorsprung auf seinen Teamkollegen Dominik Glavina, mit dem er das torgefährlichste Offensivduo der Liga formte, wurde Mary Torschützenkönig der slowenischen Erstklassigkeit.
Nach einem verhaltenen Saisonstart 2017/18 (nach der neun Runde hatte er erst ein Tor erzielt), zeigte der Kameruner ab Ende September 2017 ähnliche Offensivleistungen wie in der vorangegangenen Saison und traf wieder vermehrt. Aufgrund dieser Leistungen wurde sein im Sommer 2018 auslaufender Vertrag Anfang November 2017 vorzeitig um ein weiteres Jahr bis Sommer 2019 verlängert. Vier Meisterschaftsspiele und zwei -tore später gab der Verein Mitte Januar 2018 bereits den Abgang seines Torgaranten nach China bekannt. Zu diesem Zeitpunkt war er mit neun Treffern in der Saison 2017/18 der klar Führende der teaminternen Torschützenliste und ligaweit auf Platz 3. In der zweithöchsten chinesischen Fußballliga unterschrieb er bei Meizhou Hakka einen Zweijahresvertrag und war neben Serges Déblé, Izunna Uzochukwu und Tsui Wang Kit einer von vier erlaubten ausländischen Spielern im Kader. Trainer Rusmir Cviko und dessen Nachfolger Li Weijun setzten ihn von Beginn an als Stammkraft ein, wobei John Mary bereits bei seinem ersten Saisoneinsatz, einer 1:2-Auswärtsniederlage gegen den Shijiazhuang Ever Bright FC am 10. März 2018, sein erstes Tor erzielte. In weiterer Folge kam er regelmäßig zum Torerfolg und hatte es nach 28 von 30 möglich gewesenen Ligaeinsätzen, von denen er in allen über 90 Minuten auf dem Rasen war, auf 24 Treffer gebracht. Dabei rangierte er in der teaminternen Torschützenliste mit 19 Toren Vorsprung auf Serges Déblé auf dem ersten Platz und hatte auch in der ligaweiten Torschützenliste einen Treffer Vorsprung auf den nächsten Verfolger Harold Preciado vom FC Shenzhen. Somit wurde John Mary in zwei aufeinanderfolgenden Jahren auf zwei verschiedenen Kontinenten Torschützenkönig. Mit seinem Team erreichte er im zum Teil recht dicht gestaffelten Endklassement der China League One 2018 den neunten Tabellenplatz und steht dem Team auch im nachfolgenden Spieljahr 2019 zur Verfügung.

### Wechsel in die Chinese Super League
In dieses startete er unter Trainer Zheng Xiaotian abermals als Stammkraft in der Offensive und hatte es nach Einsätzen in den ersten 15 Ligapartien auf elf zwölf Treffer gebracht. Nachdem er davor schon eine Zeitlang von chinesischen Erstligisten umworben worden war, wurde am 2. Juli 2019 John Marys Wechsel zum FC Shenzhen in die Chinese Super League bekanntgegeben. Drei Tage zuvor hatte er noch sein letztes Ligaspiel für Meizhou Makka absolviert und beim 7:1-Auswärtssieg über Shanghai Shenxin einen Hattrick erzielt.

## Nationalmannschaftskarriere
Um das Jahr 2011 wurde John Mary in die kamerunische U-20-Nationalmannschaft einberufen und kam in weiterer Folge für diese zu regelmäßigen Einsätzen. Die Internetseite transfermarkt.de listet zu ihm mindestens acht U-20-Länderspiele und fünf -treffer auf.

## Erfolge

### Vereinserfolge
Buriram United
- Thailändischer Pokalsieger: 2012
- Thailändischer Ligapokalsieger: 2012

### Individuelle Erfolge
- Torschützenkönig der Slovenska Nogometna Liga: 2016/17 (17 Tore)
- Torschützenkönig der China League One: 2018 (23 Tore)